# Hugo von Obernitz

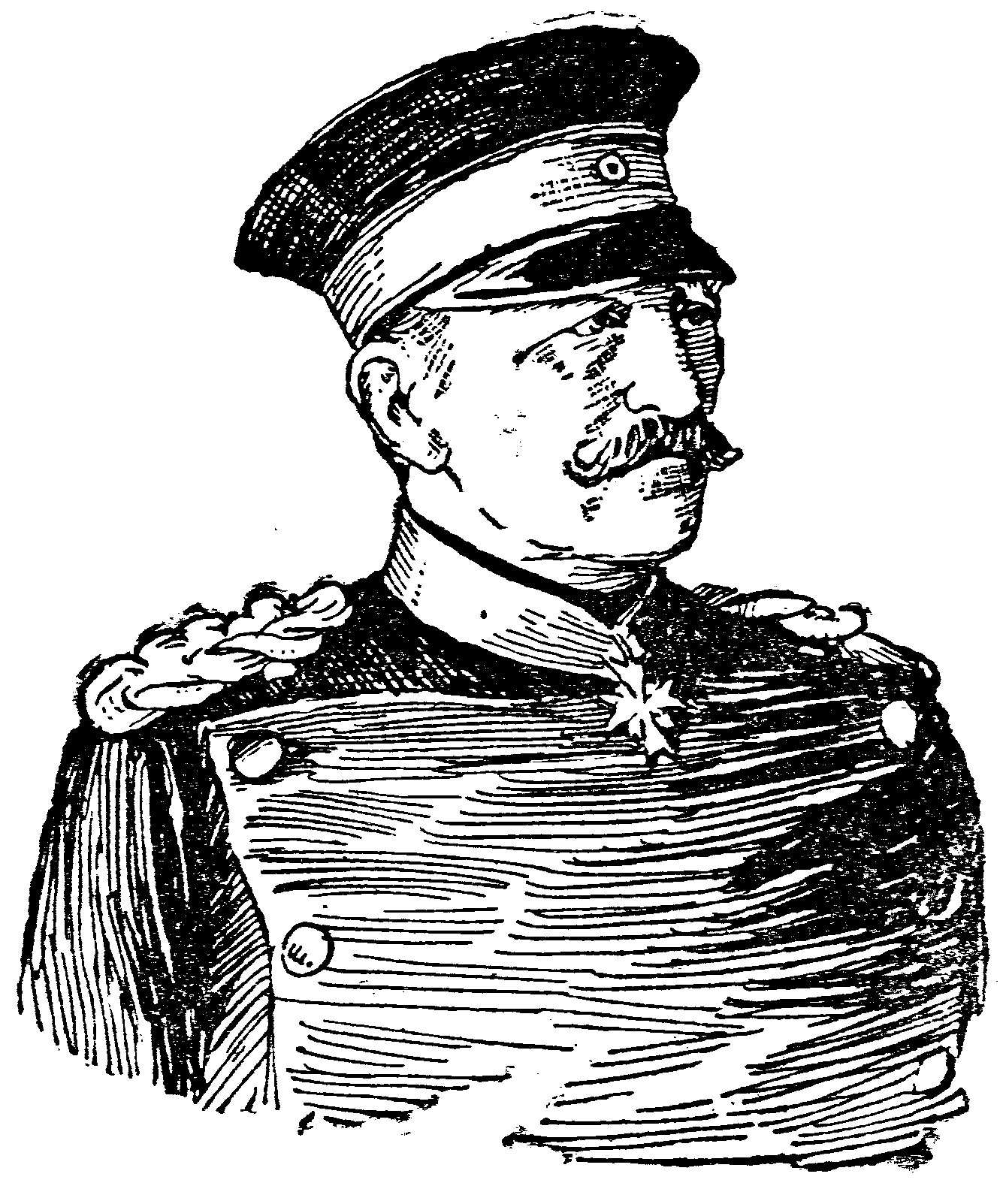
Hugo von Obernitz

Hugo Moritz Anton Heinrich Freiherr von Obernitz (16 tháng 4 năm 1819 tại Bischofswerder, Đông Phổ – 18 tháng 9 năm 1901 tại Honnef, Westfalen) là một sĩ quan quân đội Phổ, đã được thăng đến cấp Thượng tướng Bộ binh và là Tướng phụ tá của Đức hoàng Wilhelm II. Ông từng được tặng thưởng Huân chương Quân công vì lòng dũng cảm của mình trong cuộc Chiến tranh Bảy tuần năm 1866 và chỉ huy một sư đoàn trong cuộc Chiến tranh Pháp-Đức các năm 1870 – 1871. Sau các cuộc chiến này, ông trở thành tư lệnh của Quân đoàn XIV tại Karlsruhe và giữ cương vị này trong vòng 9 năm.

## Tiểu sử
Hugo sinh ra trong một gia đình quý tộc, là con trai của cựu Thiếu tá Phổ Friedrich Karl Moritz von Obernitz (1786 – 1844) và người vợ của ông này là Wilhelmine, tên khai sinh là Oesterreich (1879 – 1832). 
Sau khi học tại các trường thiếu sinh quân ở Kulm và Berlin, vào ngày 18 tháng 8 năm 1836, Obernitz trở thành một thiếu úy trong Trung đoàn Bộ binh số 4. Vào năm 1852, ông được phong quân hàm Đại úy và vào năm 1856 ông lên cấp Thiếu tá. Kể từ tháng 6 năm 1861, ông là Thượng tá và vào mùa xuân năm 1863, ông nhậm chức Tư lệnh của Trung đoàn Bắn súng hỏa mai Cận vệ. Vào ngày 6 tháng 6 năm 1865, ông được ủy nhiệm làm thành viên của Ủy ban Học vấn tại Học viện Quân sự ở kinh đô Berlin. Trong cuộc Chiến tranh Bảy tuần năm 1866, ông chỉ huy Lữ đoàn Bộ binh Cận vệ của Tập đoàn quân số 2 trong các trận đánh tại Soor và Königinhof, trong đó quân đội Phổ giành chiến thắng với thiệt hại nặng nề cho phía Áo. Trong trận chiến quyết định tại Königgrätz vào ngày 3 tháng 7, các lực lượng dưới quyền ông đã thu giữ 40 khẩu đại bác và đánh chiếm Chlum.
Đến ngày 29 tháng 9 năm 1866, ông được lên quân hàm Thiếu tướng. Từ năm 1868 cho đến năm 1871, ông là Thanh tra của bộ binh nhẹ Jäger và Lính trơn (Schützen).
Trong cuộc Chiến tranh Pháp-Đức (1870 – 1871), ông giữ chức Tư lệnh của Sư đoàn Württemberg trong trận chiến Frœschwiller-Wœrth, sau đó ông tiến hành cuộc vây hãm Lichtenberg, buộc quân đội Pháp trú phòng tại đây phải đầu hàng vào đầu tháng 8 năm 1870. Chiến thắng này đã mang lại cho quân đội Đức một số lượng tù binh và tiếp tế. Tiếp theo đó, sư đoàn của ông cũng chiến đấu thành công trong cuộc vây hãm Paris, khi mà họ được đặt trong biên chế của Quân đoàn II dưới quyền tướng Eduard von Fransecky trong. Vì những chiến công của mình trong cuộc chiến, tướng Obernitz đã được tặng thưởng 100.000 thaler.
Vào ngày 11 tháng 9 năm 1879, ông được bổ nhiệm làm Tướng tư lệnh của Quân đoàn XIV tại Karlsruhe, và giữ chức vị này cho đến khi giải ngũa vào tháng 8 năm 1888. Trong khi đó, vào ngày 11 tháng 6 năm 1879, ông được thăng cấp Thượng tướng Bộ binh và vào ngày 22 tháng 3 năm 1884, ông được bổ nhiệm làm Trưởng Đại tá (Chef) của Trung đoàn Phóng lựu "Friedrich Đại đế" (Đông Phổ số 3) số 4. Vào ngày 18 tháng 8 năm 1886, ông làm lẽ kỷ niệm 50 phục vụ quân ngũ.
Ông đã kết hôn với bà Anna Friederike Ida Bertha, tên khai sinh là von Usedom (1839 – 1913)

## Tặng thưởng
- 17 tháng 9 năm 1866: Huân chương Quân công của Phổ
- 1868: Đại Thập tự của Huân chương Friedrich xứ Württemberg
- 28 tháng 12 năm 1870: Đại Thập tự của Huân chương Chiến công xứ Württemberg